# 4081 Tippett
4081 Tippett este un asteroid din centura principală, descoperit pe 14 septembrie 1983 de Edward Bowell.